# Brightlingsea
Brightlingsea ist eine Küstenstadt in Essex (England) im District Tendring mit ca. 8500 Einwohnern. Sie liegt ungefähr zwischen Colchester und Clacton-on-Sea an der Mündung des Flusses Colne in den Ärmelkanal.
Zu den traditionellen Industrien gehören vor allem Fischerei (mit einer berühmten Austernfischerei) und Schiffsbautechnik. Seit der Abnahme dieser Industrien, ist die Stadt eine Pendlerstadt und ein populärer Ort für den Ruhestand.
Die Stadt besitzt eine aktive Freizeitschifffahrtsszene. Der Brightlingsea Segel Club veranstaltet Segelwettbewerbe und hat bereits viele Meister auf internationalem und olympischem Niveau produziert.
In der Mitte der Stadt steht die Jacobs Hall, das älteste aus Bauholz gestaltete Gebäude in England. Auf dem Victoria Platz in der Mitte der Stadt befinden sich vor allem Geschäfte.

## Persönlichkeiten
- Reg White (1935–2010), Regattasegler
- Dariush Lotfi (* 2001), britisch-österreichischer Wasserspringer